# 费格雷阿克
费格雷阿克（法語：Fégréac，法語發音：[feɡʁeak] ⓘ）是法国大西洋卢瓦尔省的一个市镇，位于该省北部偏西，属于沙托布里扬-昂斯尼区。

## 地理
费格雷阿克（47°35'5"N, 2°2'40"W）面积44.18 平方千米，位于法国卢瓦尔河地区大区大西洋卢瓦尔省，该省份为法国西北部沿海省份，位于布列塔尼半岛东南部，北起伊勒-维莱讷省，西北接莫尔比昂省，西临大西洋，南至旺代省，东临曼恩-卢瓦尔省。
与费格雷阿克接壤的市镇（或旧市镇、城区）包括：里约、泰伊亚克、阿韦萨克、冈鲁埃特、普莱塞、圣尼古拉德勒东、塞韦拉克。

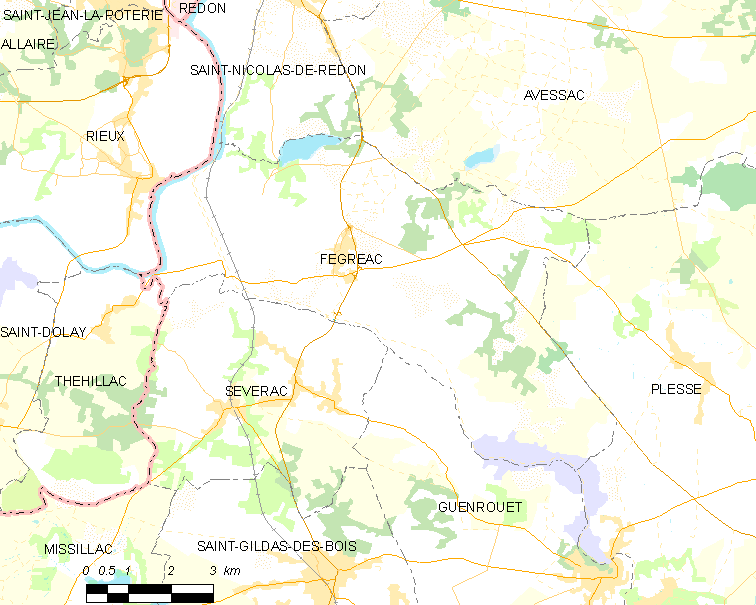
费格雷阿克的OSM定位图

费格雷阿克的时区为UTC+01:00、UTC+02:00（夏令时）。

## 行政
费格雷阿克的邮政编码为44460，INSEE市镇编码为44057。

## 政治
费格雷阿克所属的省级选区为蓬沙托县。

## 人口

1962-2008年间费格雷阿克人口变化图示

费格雷阿克于2022年1月1日时的人口数量为2257人。